# Henry McLeish
Henry Baird McLeish (ur. 15 czerwca 1948 w Methil) – szkocki polityk, w latach 2000–2001 pierwszy minister Szkocji. Były lider Szkockiej Partii Pracy (2000-2001). Od 1999 do 2003 poseł do Parlamentu Szkockiego.
Był zawodowym piłkarzem (m.in. Leeds United A.F.C.).

## Młodość
Urodził się w Methil w Fife. Wychowany w rodzinie górniczej. Uczył się w Buckhaven High School. Rzucił szkołę w 1963, by dołączyć do młodzieżowej drużyny Leeds United. W 1969 roku z powodu kontuzji zakończył karierę piłkarską. Po tym wydarzeniu studiował na Heriot-Watt University w latach 1968–1973, gdzie zrobił fakultet z urbanistyki.